# Phryxe exilis
Phryxe exilis là một loài ruồi trong họ Tachinidae.